# Tintu Luka
Tintu Luka (ur. 26 kwietnia 1989 w Iritty) – indyjska lekkoatletka specjalizująca się w biegach średniodystansowych, uczestniczka igrzysk olimpijskich, rekordzistka kraju. Okazjonalnie wchodzi także w skład indyjskiej sztafety 4 × 400 metrów.
W 2008 zdobyła srebro mistrzostw Azji juniorów oraz dotarła do półfinału 800 metrów podczas juniorskich mistrzostw świata w Bydgoszczy. Szósta zawodniczka mistrzostw Azji (2009). W 2010 była piąta podczas pucharu interkontynentalnego, a na igrzyskach Wspólnoty Narodów uplasowała się na szóstej pozycji. W tym samym roku zdobyła brąz igrzysk azjatyckich. W kolejnym sezonie sięgnęła po srebro (w sztafecie 4 × 400 metrów) oraz brąz (na 800 metrów) podczas mistrzostwa Azji w Kobe oraz startowała na światowym czempionacie w Daegu. Półfinalistka igrzyskach olimpijskich w Londynie (2012). Złota i brązowa medalistka mistrzostw Azji w Pune (2013). W 2014 zdobyła złoto w sztafecie 4 × 400 metrów, a indywidualnie sięgnęła po srebro w biegu na 800 metrów podczas igrzysk azjatyckich w Incheon. Złota i srebrna medalistka mistrzostw Azji z 2015.
Wielokrotna złota medalistka mistrzostw Indii.
Rekord życiowy w biegu na 800 metrów: 1:59,17 (4 września 2010, Split) – wynik ten jest aktualnym rekordem Indii.
W roku 2014 została laureatem nagrody Arjuna Award.

## Osiągnięcia
| Rok  | Impreza                     | Miejsce        | Konkurencja             | Lokata     | Wynik   |
| ---- | --------------------------- | -------------- | ----------------------- | ---------- | ------- |
| 2008 | Mistrzostwa Azji juniorów   | Dżakarta       | bieg na 800 metrów      | 2. miejsce | 2:08,63 |
| 2008 | Mistrzostwa świata juniorów | Bydgoszcz      | bieg na 800 metrów      | półfinał   | 2:06,51 |
| 2008 | Mistrzostwa świata juniorów | Bydgoszcz      | sztafeta 4 × 400 metrów | eliminacje | 3:44,13 |
| 2009 | Mistrzostwa Azji            | Kanton         | bieg na 800 metrów      | 6. miejsce | 2:07,61 |
| 2010 | Puchar interkontynentalny   | Split          | bieg na 800 metrów      | 5. miejsce | 1:59,17 |
| 2010 | Igrzyska Wspólnoty Narodów  | Nowe Delhi     | bieg na 800 metrów      | 6. miejsce | 2:01,25 |
| 2010 | Igrzyska azjatyckie         | Kanton         | bieg na 800 metrów      | 3. miejsce | 2:01,36 |
| 2011 | Mistrzostwa Azji            | Kobe           | bieg na 800 metrów      | 3. miejsce | 2:02,55 |
| 2011 | Mistrzostwa Azji            | Kobe           | sztafeta 4 × 400 metrów | 2. miejsce | 3:44,17 |
| 2011 | Mistrzostwa świata          | Daegu          | bieg na 800 metrów      | półfinał   | 2:00,95 |
| 2012 | Igrzyska olimpijskie        | Londyn         | bieg na 800 metrów      | półfinał   | 1:59,69 |
| 2013 | Mistrzostwa Azji            | Pune           | bieg na 800 metrów      | 3. miejsce | 2:04,48 |
| 2013 | Mistrzostwa Azji            | Pune           | sztafeta 4 × 400 metrów | 1. miejsce | 3:32,26 |
| 2013 | Mistrzostwa świata          | Moskwa         | sztafeta 4 × 400 metrów | eliminacje | 3:38,81 |
| 2014 | Igrzyska Wspólnoty Narodów  | Glasgow        | bieg na 800 metrów      | półfinał   | 2:03,35 |
| 2014 | Puchar interkontynentalny   | Marrakesz      | bieg na 800 metrów      | 8. miejsce | 2:03,13 |
| 2014 | Igrzyska azjatyckie         | Inczon         | bieg na 800 metrów      | 2. miejsce | 1:59,19 |
| 2014 | Igrzyska azjatyckie         | Inczon         | sztafeta 4 × 400 metrów | 1. miejsce | 3:28,68 |
| 2015 | Mistrzostwa Azji            | Wuhan          | bieg na 800 metrów      | 1. miejsce | 10,19   |
| 2015 | Mistrzostwa Azji            | Wuhan          | sztafeta 4 × 400 metrów | 2. miejsce | 3:33,81 |
| 2015 | Mistrzostwa świata          | Pekin          | bieg na 800 metrów      | eliminacje | 2:00,95 |
| 2015 | Mistrzostwa świata          | Pekin          | 4 × 400 metrów          | eliminacje | 3:29,08 |
| 2016 | Igrzyska olimpijskie        | Rio de Janeiro | bieg na 800 metrów      | eliminacje | 2:00,58 |
| 2016 | Igrzyska olimpijskie        | Rio de Janeiro | sztafeta 4 × 400 metrów | eliminacje | 3:29,53 |
| 2017 | Mistrzostwa Azji            | Bhubaneswar    | bieg na 800 metrów      | –          | DNF     |